# Little Wabash River
Der Little Wabash River ist ein rechter Nebenfluss des Wabash River im  US-Bundesstaat Illinois. Der Fluss ist 382 km lang und entwässert im Südosten von Illinois ein Areal von 8383 km².
Der Little Wabash River entspringt westlich der Stadt Mattoon im Coles County. Er fließt in überwiegend südlicher Richtung. Am Oberlauf liegen die beiden kleinen Stauseen Lake Paradise und Lake Mattoon. Der Little Wabash River fließt westlich an der Kleinstadt Effingham vorbei und ändert später seine Richtung nach Südsüdost. Der Fluss passiert die Ortschaften Louisville und Clay City. Nördlich von Carmi mündet der Skillet Fork, wichtigster Nebenfluss des Little Wabash River, von Westen kommend in den Fluss. Dieser passiert im Anschluss Carmi und mündet schließlich nahe der Ortschaft New Haven in den Wabash River, 25 km oberhalb dessen Mündung in den Ohio River.
Der Little Wabash River durchfließt ein weitgehend landwirtschaftlich genutztes Gebiet. Der von Auenwäldern gesäumte Fluss weist entlang seinem ganzen Flusslauf ein stark mäandrierendes Verhalten auf. Neben dem Skillet Fork besitzt der Little Wabash River noch folgende nennenswerte Nebenflüsse: Salt Creek, Big Muddy Creek, Fox River von links sowie Elm River von rechts.